# Pièce de 100 francs Jean Monnet
Pour les articles homonymes, voir 100 francs.
La pièce de 100 franc français Jean Monnet est une pièce commémorative française émise en 1992.

## Frappes
| Millésime | Tirage    | Remarques |
| --------- | --------- | --------- |
| 1992      | 3.925.311 |           |

## Sources
- "Valeur des Monnaies de France" de René Houyez éditions GARCEN